# Parco della Rimembranza (Ascoli Piceno)
Il parco della Rimembranza è un parco pubblico della città di Ascoli Piceno. 
Situato nella zona più alta dell'area urbana, estende il suo territorio lungo il viale della Rimembranza, su una porzione del Colle dell'Annunziata, antico colle Pelasgico. Il parco è considerato il polmone verde di Ascoli.

## Storia
Ebbe come intitolazione "parco della Rimembranza", prendendo il nome dal viale. La denominazione fu scelta per ricordare i 379 caduti ascolani del primo conflitto mondiale, in memoria dei quali gli alunni delle locali scuole elementari piantarono altrettanti alberi, ad ognuno dei quali fu apposto il nome di un caduto.
Fu inaugurato il 5 luglio 1925, in occasione della commemorazione del decimo anniversario dell'entrata in guerra, alla presenza del principe ereditario Umberto di Savoia.
L'area su cui si estende il parco era, fino ad allora, una zona con scarsa presenza di vegetazione, l'amministrazione comunale ascolana, stanziando la somma di 40.000 lire, ne affidò l'incarico di sistemazione all'ingegnere Paoletti che ne curò la progettazione realizzando la strada d'accesso, che si apre da via Pretoriana e, subito dopo, l'opera di piantumazione di circa 4000 essenze arboree tra alberi ed arbusti.